# Kristián Schröder
Kristián Schröder, psán též Šreter, Schrötter (1655, Goslar, Německo – 1. května 1702, Praha) byl císařský a královský malíř, správce a inspektor obrazárny na Pražském hradě, vladyka a malostranský radní.:152, 136

## Život a dílo
V rodném Goslaru se vyučil malířem a složil mistrovskou zkoušku. Od roku 1674 je doloženo jeho působení ve službách Jana Jiřího Jáchyma hraběte Slavaty v Jindřichově Hradci.:152 Hrabě zastávající úřad nejvyššího hofmistra vyslal Schrödera na studijní pobyt do Říma a Benátek, kde Schröder byl v letech 1677–1679.:152 Pro zdokonalení techniky navštěvoval římské akademie a byl žákem malíře a sochaře Cira Ferriho. Kromě vzdělávání měl pro hraběte malovat kopie vybraných obrazů. Po návratu pro něj Schröder namaloval rozměrný oltářní obraz v kostele Nejsvětější Trojice při později zaniklém paulánském klášteře v Klášteře, nejspíše v roce 1681.:152
Od roku 1681 žil v Praze a v roce 1684 se stal inspektorem královské obrazárny v Praze a současně císařským a královským malířem.:152 V témže roce se 15. května na Malé Straně oženil s paní Dorotou, rodným jménem Ledererovou, vdovou po radním písaři Janu Jankovičovi.:152 V roce 1685 zakoupil dům U Zlaté sekery v dnešní Břetislavově ulici. Z manželství se narodila dcera Veronika, pokřtěná 9. října 1686 v malostranském kostele sv. Mikuláše.:152 V roce 1691 pracoval na malbách Španělského sálu,:152 později přestavěného a přemalovaného. Přátelil se s dalšími malíři, což dokládá jeho účast jako kmotra při křtu syna malíře Jana Jakuba Stevense ze Steinfelsu v roce 1696 či jako svědka na svatbě Izáka Godyna v roce 1700.:136, 152 V témže roce se vzdal funkce dvorního malíře.
Schröder neoplýval tvůrčím nadáním, dokázal však zručně vytvářet kopie děl zahraničních mistrů 16. a 17. století, což mu zajišťovalo obživu. Např. Gundakar z Ditrichštejna pro svůj nově vystavěný zámek v Libochovicích objednal v roce 1689 více než 42 kopií obrazů z hradčanské obrazárny, což byl v 17. století v Evropě obvyklý způsob vybavení zámku. Po smrti Gundakara v objednávce pokračoval nejvyšší císařský hofmistr Ferdinand z Ditrichštejna. Schröder dodal obrazy dle výběru dvorního šacmistra Leuxe, na kterých převažují mytologické scény včetně náboženství a žánrové malby. Původní kolekce Schröderových kopií je v současnosti rozdělená, na libochovickém zámku zůstalo 22 kopií. Dalších 17 kopií odvezl hrabě Jan Josef Herberstein, pozdější majitel zámku, na slovinský zámek Ptuj, kde jsou uchovávány. V některých případech nešlo o věrné kopie, protože kompozice dřevěného obložení stěn sálů zámku vyžadovala přibližně čtvercový formát obrazů a tedy nezbytnou úpravu kopií do tohoto formátu. Historička umění Eliška Fučíková považuje libochovické kopie za málo přitažlivé a rutinní obrazy. Zatímco je známá řada provedených kopií, není známo jediné samostatné malířské dílo, které by bylo možné Kristiánovi Schröderovi s jistotou připsat.
Několik let po Schröderově smrti se jeho dcera Veronika Alžběta provdala 2. března 1707 v kostele sv. Mikuláše na Malé Straně za Jana Blažeje Santini-Aichela, otcova žáka, což odpovídalo tehdejším dobovým sňatkovým zvyklostem ve vztahu učedník–mistr.:136

## Učitel mistrů
Kristián Schröder se do historie zapsal především jako učitel dvou velikánů – malířství se u něj v letech 1683–1687 učil Petr Brandl a Jan Blažej Santini-Aichel, žákem byl i Václav Jindřich Nosecký. Jako správce hradní obrazárny mohl Schröder svým žákům představit italské mistrovské obrazy,:137 které pro ně byly inspirací, zdrojem motivů a také díky malování kopií zdrojem obživy. Za učení Brandla nebyl Schröder ještě členem malířského cechu a neměl právo řádného školitele, Brandl byl osmým žákem, který se u něj nedoučil. Schröder nejspíše s ohledem na svou funkci u dvora necítil potřebu vstoupit do cechu malostranských malířů, což změnil svým vstupem až v roce 1694.:152